# Csabdi
Csabdi là một thị trấn thuộc hạt Fejér, Hungary. Thị trấn này có diện tích 17,02 km², dân số năm 2010 là 1219 người, mật độ 72 người/km².